# Papurana aurata
Espèce
Synonymes
- Rana aurata Günther, 2003
- Hylarana aurata (Günther, 2003)

Statut de conservation UICN

 DD  : Données insuffisantes
Papurana aurata est une espèce d'amphibiens de la famille des Ranidae.

## Répartition
Cette espèce est endémique de l'Est de la province de Papouasie en Indonésie. Elle se rencontre entre 650 et 850 m d'altitude,.

## Publication originale
- Günther, 2003 : Sexual colour dimorphism in ranid frogs from New Guinea: discription of two new species (Amphibia, Anura, Ranidae). Mitteilungen aus dem Museum für Naturkunde in Berlin, Zoologische Reihe, vol. 79, p. 207-227.